# Семихатки (Березівський район)
Семиха́тки — село Новокальчевської сільської громади в Березівському районі Одеської області, Україна. Населення становить 345 осіб.

## Географія
У селі бере початок Балка Стадня.

## Населення
Згідно з переписом 1989 року населення селища становило 330 осіб, з яких 152 чоловіки та 178 жінок.
За переписом населення 2001 року в селищі мешкало 345 осіб.

### Мова
Розподіл населення за рідною мовою за даними перепису 2001 року:
| Мова       | Відсоток |
| ---------- | -------- |
| українська | 92,17 %  |
| румунська  | 5,51 %   |
| російська  | 1,16 %   |
| гагаузька  | 0,87 %   |
| білоруська | 0,29 %   |